# Synagoge (Goze Deltschew)

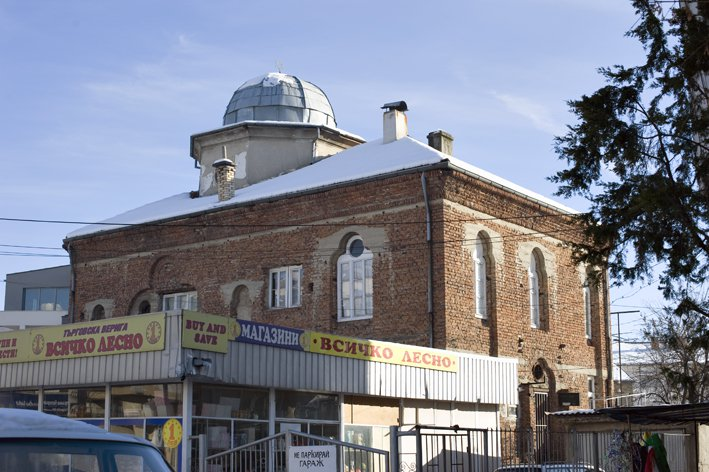
Ehemalige Synagoge in Goze Deltschew

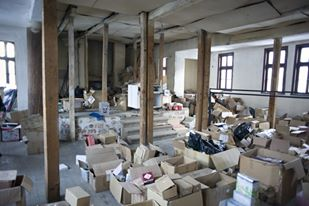
Innenansicht (2010)

Die Synagoge in Goze Deltschew, einer bulgarischen Stadt im Südwesten des Landes, wurde von 1930 bis 1932 errichtet. Die Synagoge gehörte den Juden der sephardischen Glaubensrichtung.
Das Backsteingebäude im Neo-maurischen Stil wird von einer großen Kuppel gekrönt.
Seit dem Ende des Zweiten Weltkriegs wird das Gebäude nicht mehr als Synagoge genutzt. Der letzten in der Stadt verbliebenen jüdischen Familie wurde die Nutzung als Wohnraum gestattet. Ein zweites Stockwerk wurde innen eingezogen, mit der Wohnung in der oberen Etage und einem Warenladen im Erdgeschoss.